# Zwartkapapalis
De zwartkapapalis (Apalis nigriceps) is een zangvogel uit de familie Cisticolidae.

## Verspreiding en leefgebied
Deze soort komt voor in westelijk en centraal Afrika en telt twee ondersoorten:
- A. n. nigriceps: van Sierra Leone tot de zuidwestelijke Centraal-Afrikaanse Republiek en Gabon.
- A. n. collaris: oostelijke Congo-Kinshasa en Oeganda.

## Status
De grootte van de populatie is niet gekwantificeerd maar de soort wordt omschreven als schaars tot algemeen. Op de Rode lijst van de IUCN heeft deze soort de status niet bedreigd.

## Externe link

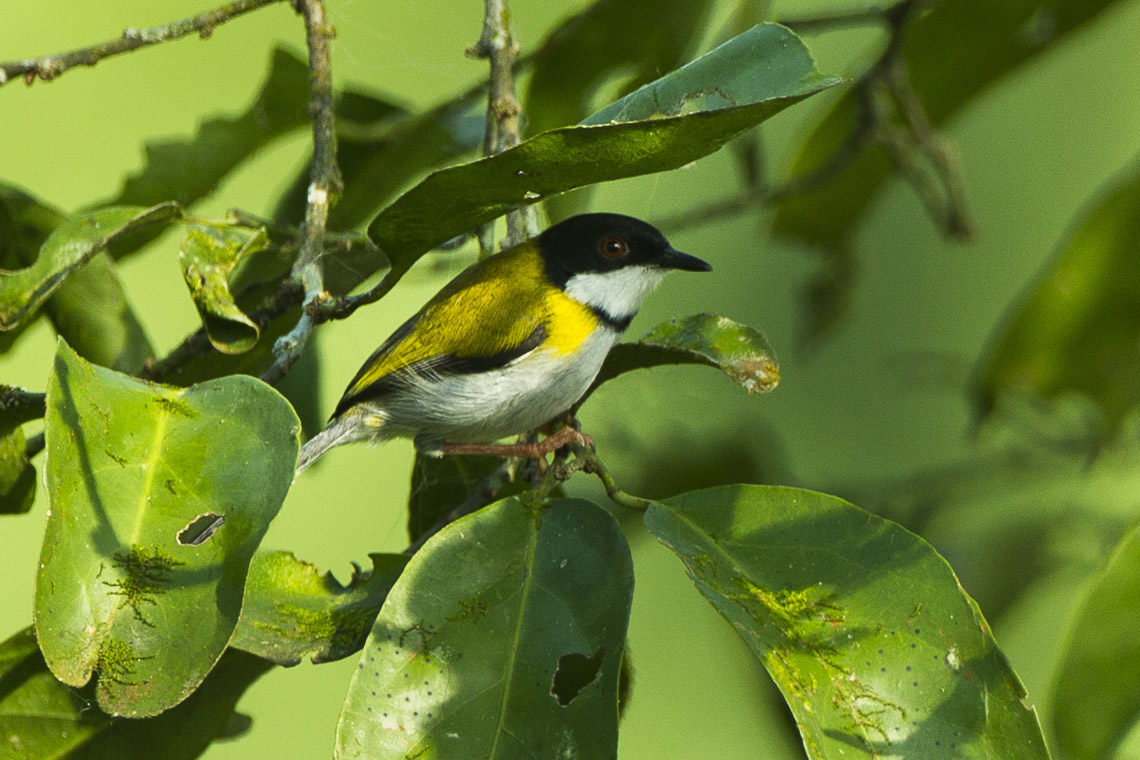